# 柴谷貞雄
柴谷 貞雄（しばたに さだお、1909年1月2日 - 2001年9月24日）は、日本の実業家。阪急電鉄の社長、会長を務めた。大阪府堺市出身。

## 来歴・人物
東京大学法学部を卒業し、阪急電鉄に入社した。1978年、前任の森薫に続く「生え抜き」の社長に就任した。5期10年の在任期間中、1983年に日本の鉄道会社として初めて全駅に自動改札機を導入するなど革新的な経営を進め、「関西私鉄の雄」の基盤を強化した。社長在任中は阪急ブレーブスのオーナーでもあった（1980年夏から1988年）。
球団オーナー代行は山口興一（当時の阪急電鉄副社長で後に関西テレビ放送社長）、球団代表は岡田栄。阪急黄金期からの世代交代や年間観客動員の増加に向けてレディースデー、球場近辺の市民に対し感謝デーを設けるなどファンサービスを良くしてきた。1986年に年間観客動員100万人達成。
1988年（1月1日付）、阪急グループを創始した小林家に婿入りした小林公平に後任の社長の座を譲り、会長に就任した（球団代表は土田善久）。1983年から日本民営鉄道協会会長を歴任し、業界のリーダーとしても活躍した。
勲二等旭日重光章を受章。2001年9月24日、老衰のため92歳で死去した。